# Morti nell'818
| Questa pagina contiene informazioni ricavate automaticamente dalle voci biografiche con l'ausilio del template Bio e di un bot. L'aggiornamento è periodico e automatico e ricostruisce completamente la pagina. Se manca una persona in questa lista, sei pregato di non aggiungerla, ma accertati piuttosto che la sua voce biografica contenga il template Bio e che i dati anagrafici siano correttamente compilati. Se il template Bio manca, inseriscilo tu stesso o, in alternativa, metti l'avviso {{tmp\|Bio}} che ne segnala la mancanza. Se i dati riportati sono sbagliati, correggi direttamente la voce biografica; le modifiche saranno visibili in questa lista entro pochi giorni. Per chiarimenti vedi il progetto biografie. La lista contiene solo le 11 persone che sono citate nell'enciclopedia e per le quali è stato implementato correttamente il template Bio. Pagina aggiornata al 10 giu 2025. |

- 13 febbraio - Al-Fadl ibn Sahl, politico persiano
- 11 maggio - Anselmo I di Milano, arcivescovo italiano
- 17 agosto - Bernardo d'Italia, sovrano (n. 797)
- 5 settembre - ʿAlī al-Riḍā (n. 765)
- 3 ottobre - Ermengarda di Hesbaye, regina franca
- Felice di Urgell, vescovo spagnolo
- Garcia I di Guascogna, duca
- Iacopo I, vescovo longobardo
- Morvan Lez-Breizh, sovrano
- Audulfo di Baviera, nobile tedesco
- Ingramm di Hesbaye, nobile franco